# Thelypodium howellii
Thelypodium howellii är en korsblommig växtart som beskrevs av Sereno Watson. Thelypodium howellii ingår i släktet Thelypodium och familjen korsblommiga växter.

## Underarter
Arten delas in i följande underarter:
- T. h. howellii
- T. h. spectabilis